# Bellator 105
Bellator CV é um evento de artes marciais mistas promovido pelo Bellator MMA, é esperado para ocorrer em 25 de outubro de 2013 no Santa Ana Star Center em Rio Rancho, New Mexico. O evento será transmitido ao vivo na Spike TV nos EUA.

## Background
O evento contará com as Semifinais do Torneio dos Leves da 9ª Temporada.

## Card Oficial
^ a: Semifinal do Torneio Peso Leve da 9ª Temporada.

## Ligações Externas
http://www.sherdog.com/events/Bellator-MMA-Bellator-105-31733